# (19097) 1981 EY2
A (19097) 1981 EY2 a Naprendszer kisbolygóövében található aszteroida. Schelte J. Bus fedezte fel 1981. március 2-án.